# Otok boje krvi
Otok boje krvi (eng. Cutthroat Island) pustolovni je američki film iz 1995.

## Sadržaj
Na Jamajci 1668. piratski kapetan "Crni" Harry (Harris Yulin) na samrti ostavlja svojoj kćeri Morgan Adams (Geena Davis) svoj stari brod Morning Star i dio karte koja pokazuje put do Otoka boje krvi gdje se nalazi najveće blago na Karibima, davno opljačkano s jednog španjolskog broda. Preostala dva dijela se nalaze kod njegove braće Douglasa "Dawga" Browna i Mordecaija Adamsa. U luci Port Royal na Jamajci Morgan kupuje mladog obrazovanog roba Williama Shawa (Matthew Modine) da joj pomogne dešifrirati mapu, no ovaj ima svoj vlastiti plan da se dokopa blaga. No njezin okrutni stric Dawg (Frank Langella) već ju slijedi na svom brodu kako bi joj oteo blago. 

## Zanimljivosti
- Na snimanje filma potrošeno je 92 milijuna dolara a zaradio je samo 10 milijuna i time bio jedan od najvećih filmskih promašaja godine.
- Engleski vojnici u filmu koriste zastavu Velike Britanije koja je usvojena tek 1707.
- Iako je kao godina radnje stavljena godina 1668., brodovi koji se u filmu koriste potječu s početka 18. stoljeća.
- Za Morgan Adams je raspisana tjeralica s nagradom od 100 funti, koliko je nuđeno i za hvatanje čuvenog Crnobradog.
- Po filmu je napravljena i istoimena videoigra koja je izašla u prodaju iste godine kada i film.

## Vanjske poveznice
- Otok boje krvi u internetskoj bazi filmova IMDb-a